# ブルネイ

ブルネイ・ダルサラーム国
نڬارا بروني دارالسلام
Negara Brunei Darussalam

国の標語：الدائمون المحسنون بالهدى
Sentiasa membuat kebajikan dengan petunjuk Allah
常に神の導きに従いなさい
国歌：الله فليهاراكن سلطن
Allah peliharakan Sultan
国王陛下に神のご加護を

ブルネイ・ダルサラーム国（ブルネイ・ダルサラームこく、マレー語: Negara Brunei Darussalam、نڬارا بروني دارالسلام）、通称ブルネイは、東南アジアのボルネオ島（カリマンタン島）北部に位置する立憲君主制国家、港市国家。首都はバンダルスリブガワン。
イスラム教国で、イギリス連邦（コモンウェルス）加盟国である。北側が南シナ海に面するほかは陸地ではマレーシアに取り囲まれている。
石油や天然ガスなどの資源を多く埋蔵しており、東南アジア諸国連合の一員になっている。環太平洋戦略的経済連携協定の現加盟国でもある。

## 国名
正式名称は、マレー語のラテン文字表記では Negara Brunei Darussalam、アラビア文字（ジャウィ文字）表記では نڬارا بروني دارالسلامで、「ヌガラ・ブルネイ・ダルッサラーム」のように発音する。略称は Brunei、بروني（ブルネイ）。Negara はマレー語で「国」を意味する語。Darussalam はアラビア語の dar(u)（家、土地）と (a)s-salam（平和）で「平和な土地」を意味する。Bruneiの語源には諸説あり、マレー語の buni（亜麻）や buah nyiur（ココナッツ）から転じたなどとされる。
公式の英語表記は「Brunei Darussalam」である。略称は Brunei [bruːˈnaɪ, bruːˈneɪ] （ブルーナイ、ブルーネイ）。
日本語表記は「ブルネイ・ダルサラーム国」。通称、ブルネイ。
中国語における表記は「文萊」、「汶萊」であり、「汶」と略される。

## 歴史
- 1660年代、王室で起こった内紛を鎮圧。援助したスールー王国へサバ州の大部分を割譲。
- 1775年からイギリス東インド会社がブルネイのスルタンと貿易交渉。
- 南京条約の1842年、ジェームズ・ブルックによるプランギン・ウソップの乱鎮圧をスルタンが評価、サラワクを割譲。3年後、トマス・コクランがサバ北端を根城にもつ海賊を掃討。ブルネイの財政基盤である奴隷狩りがイギリスの奴隷貿易廃止方針と利害衝突。1846年にスルタンが親英勢力の排除を命令。
- 1888年、サラワク王国と北ボルネオがイギリスの保護領となる。1906年に補足条約締結、イギリスが駐在官を設置。国教に関わらない限り駐在官の意見を全て飲まなければならないと定めた[注 1]。開発が進められ、初めプランテーションを軸としていたものが1929年からセリア油田にシフトした。
- 1941年、太平洋戦争の勃発に伴う日本軍の侵攻により1945年まで日本の統治下となる。日本はスルタンを現地勢力として支援した。
- 1947年：香港上海銀行の開いた支店が国内初の銀行となる。1985年に取り付け騒ぎ。
- 1956年：ナショナリズムと早期独立を掲げるブルネイ人民党が結成される。
- 1959年：条約改定、イギリスの自治領となる。駐在官制度廃止、高等弁務官が常駐。
- 1962年：ブルネイ人民党内の急進派によるブルネイ動乱（英語版）。
- 1963年：石油法および石油関連所得税法を制定。
- 1967年：シンガポールとの間に通貨等価交換条約を締結。
- 1971年：条約改定、完全自治を達成するも、外交はイギリスが担当、軍事は両国共管とした[3]。
- 1975年：国連でブルネイの民族自決と独立のための決議案が採択される[3]。
- 1984年：イギリスより独立し、国連、ASEANに加盟[3]。
- 1990年：国立学校の男女共学を廃止[3]。
- 1991年：禁酒令施行[3]。
- 1996年：経済協力開発機構の援助対象国からはずれ、開発途上国を脱した[3]。
- 2005年：TPSEPに署名[5]。
- 2018年：TPP11に署名[6]。

## 政治

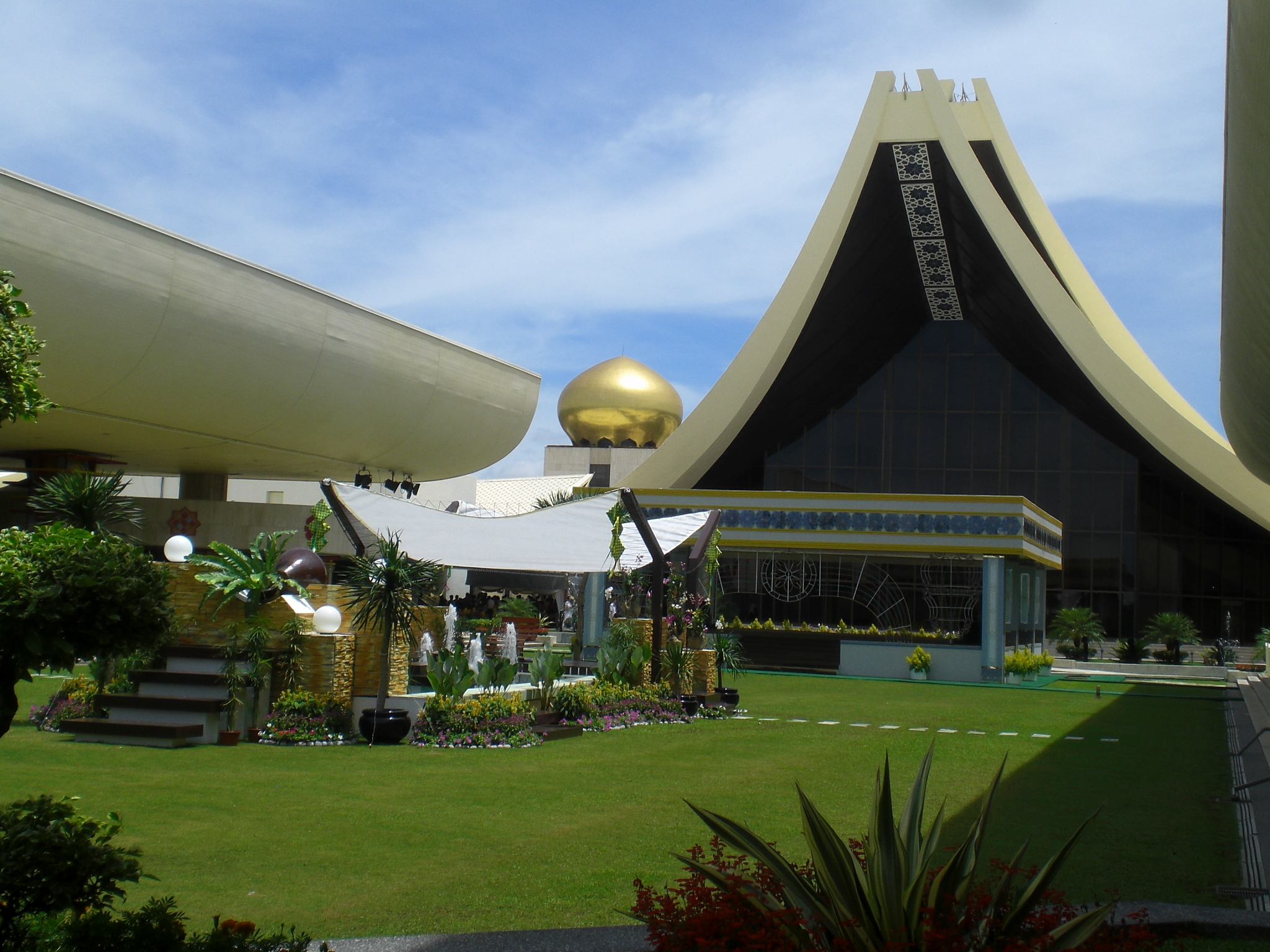
首都バンダルスリブガワンに所在する王宮、イスタナ・ヌルル・イマン。

### 行政
スルターンの称号を有する国王を国家元首とする立憲君主制だが、国王の権限が強化されており、絶対君主制の一種である。国王とは別に首相がおり、閣僚は国王によって指名される。内閣は国王が議長となり、行政執行上の問題を処理する。このほか、宗教的問題に関する諮問機関である宗教会議、憲法改正などに関する諮問機関である枢密院、王位継承に関する諮問機関である継承会議があり、国王に助言をする。1962年、ブルネイ動乱に際して非常事態宣言を発令し、その後2年ごとに更新され現在も宣言は継続中である。

### 立法
立法機関は、一院制の立法評議会 (Majlis Mesyuarat Negara)。議員の選出は、1970年に選挙制から国王任命制となった。この立法議会は1984年以来活動が停止されていたが、ブルネイ政府は再開を表明。2004年9月に再開されて、議会の構成に関する憲法改正が行われ、公選議員が含まれることとなった。

### 政党
現在、ブルネイでは定期的な国政選挙はないものの、国内には3つの政党が存在している。

### 司法
司法権は最高裁判所に属している。
刑法としては、2014年から段階的に導入されてきたイスラム教に基づくシャリーアが2019年4月3日より完全施行された。この刑法は外国人や非イスラム教徒であっても適用される規定であり、ブルネイ在住の外国人や旅行者も適用対象となるほか、ブルネイ航空機やブルネイ船籍船舶における行為も対象となる。
このシャリーアの適用開始に対しては残虐な石打ち刑や手足の切断刑（ハッド刑）が含まれるほか、イスラム教義に基づき、同性愛の禁止など思想・信条の自由も迫害されることから、欧米諸国からの強い批判があり、一部のセレブリティなどではブルネイ資本のホテルの利用をボイコットする動きも見られた。
死刑制度は存在しているが、1957年以降、執行はされておらず、事実上廃止の状態である。前述のシャリーア適用開始を受けて、残虐な方法による死刑の執行が懸念されているが、ブルネイ国王のハサナル・ボルキアはこの懸念に対して「誤解によって懸念が起きている。誤解が払拭されれば法の利点は明らかになる」「シャリア刑法についても同様の措置をとる」として死刑も含めたシャリーアへのモラトリアムを継続する考えを示している。

## 国際関係

### 日本との関係
- 日本は、長年にわたりブルネイ最大の貿易相手国（2021年には輸出額全体の20.9％が対日輸出。ブルネイから日本への輸出のほとんどが石油・天然ガス。日本からブルネイへの主な輸出品目は、機械輸送機器、化学品。
- ブルネイ・シェル石油会社は、1969年に日本への原油輸出を開始。また、1972年には、三菱商事が出資するブルネイ液化天然ガス会社（BLNG、ブルネイ政府50％、シェル石油25％、三菱商事25％の出資）が日本へのLNG輸出を開始、2022年には50周年を迎え、本邦にて記念式典が開催された。現在、ブルネイのLNGの輸出総額の約7割が日本向けであり、ブルネイ産LNGは日本のLNG総輸入額の約3.8％（2022年財務省貿易統計）を占める（オーストラリア、マレーシア、ロシア、アメリカ合衆国、パプアニューギニア、カタール、インドネシアに次いで第8位）など、ブルネイは日本へのエネルギー資源の安定供給の面からも重要な国となっている。

## 軍事
ブルネイの国防費はおよそ290百万ドル（対GDP比4.5%、数値は2004年度のもの）で、国の規模に比べるとかなり多い。ブルネイ軍の装備の大部分はイギリス、フランス、アメリカ合衆国製のものが占めている。陸海空の中では陸軍の兵力が最大であり、ブルネイ国家警察は陸軍の一組織である。ブルネイ軍は志願兵制を採用しており、マレー人のみが軍人に就く事ができる。
陸軍の歩兵が用いる標準的なライフルはM16である。
空軍の任務は陸軍の支援という側面が強く、装備はヘリコプターが中心となっており、UH-1やS-70で構成されている。ヘリ以外の航空機はCN-235輸送機とおよそ5機の練習機に限られる。イギリスのBAe製ホークを数機購入し、戦闘能力を向上させる計画があるが、未だ実現には至っていない。
海軍は小規模で、主に沿岸の警備と沖合の油田の防衛を任務とする。現在、大規模な装備の近代化を実施中。
この他、治安維持のためグルカ兵大隊（旧イギリス領時代のネパール兵）と1個ヘリコプター飛行隊からなる、ブルネイ駐留イギリス軍が、1,000名規模で駐屯している。

## 地理

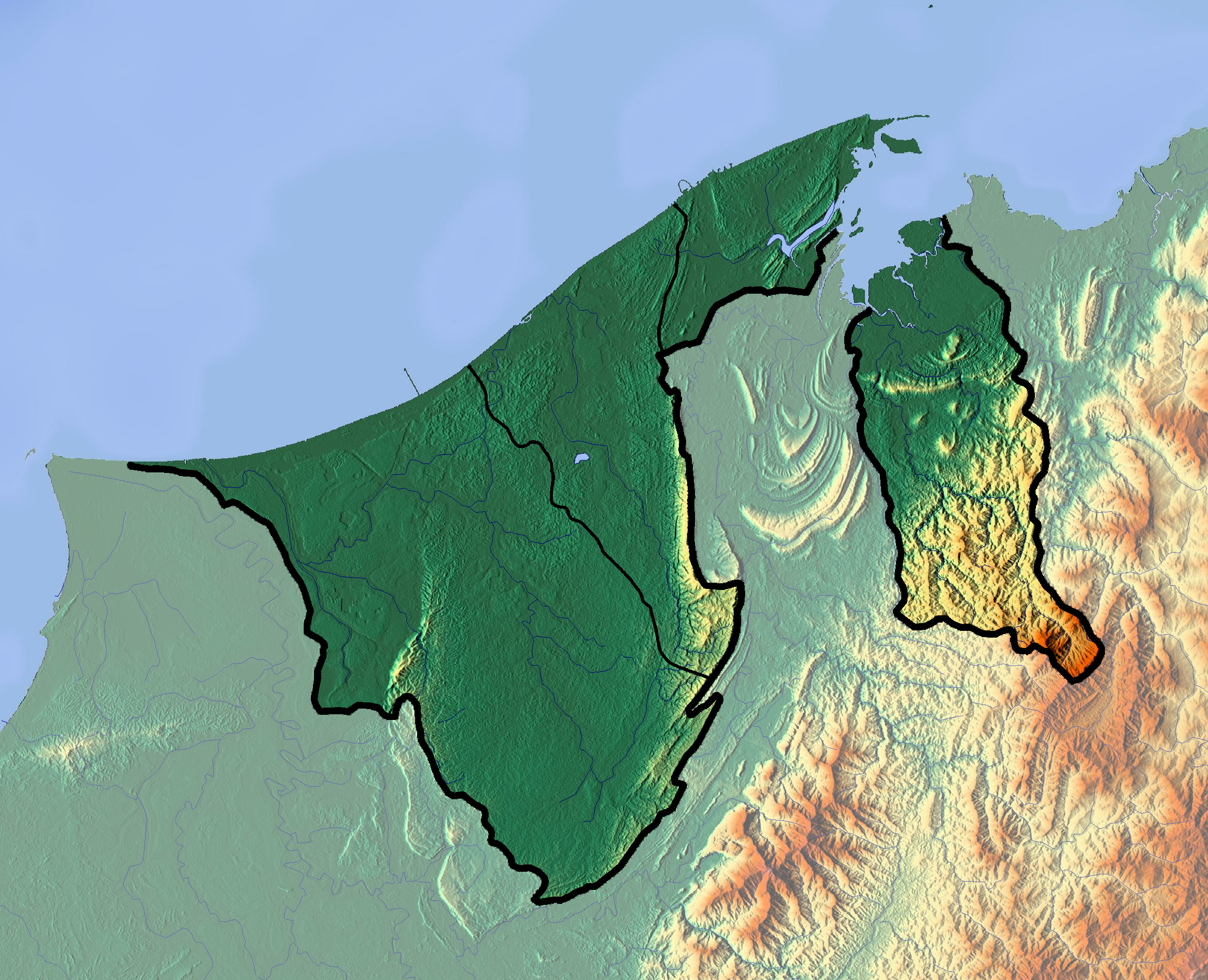
ブルネイの標高図

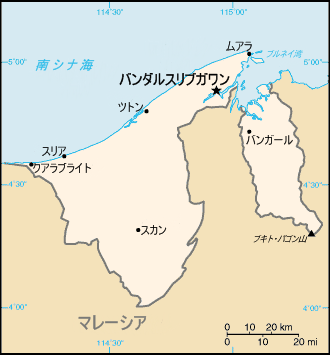
ブルネイの地図

国土は、マレーシア領であるリンバン川流域によって、二分される。全土が熱帯雨林気候下にある。東側、テンプロン川流域は、海岸付近を除き、ほとんどが未開発の密林で、広大な自然公園となっている。国民の大半は、西側の3つの地区の海岸付近に居住している。ブルネイには東からテンブロン川、ブルネイ川、ツトン川、ブライト川の4つの主要河川が存在し、それぞれの川の流域がほぼ各行政地区の領域となっている。ツトン川には1989年にダムが建設され、ダム湖であるベヌタン湖は首都上水道の水源となっている。面積は日本の三重県とほぼ同じ程度である。
ブルネイの標高最低点は0m、最高峰はパゴン山（1850m）である。

## 地方行政区分

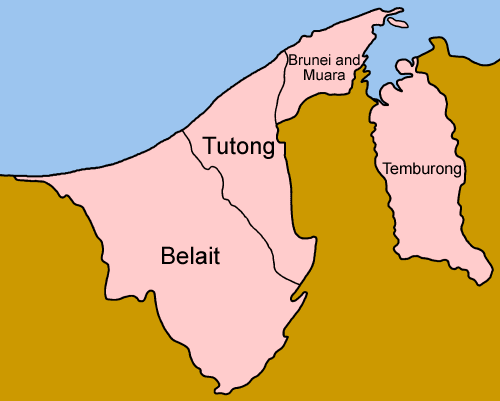
ブルネイの地方区分

ブルネイは東から順に、テンブロン地区、ブルネイ・ムアラ地区、ツトン地区、ブライト地区の4つの地区に区分される。テンブロン地区は、マレーシアのサラワク州に囲まれ他3地区とは陸続きになっておらず、飛び地となっている。

### 都市
- バンダルスリブガワン ブルネイの首都。人口14万人（2010年）。ブルネイ・ムアラ地区行政庁所在地
- クアラブライト - 第二の都市、ブライト地区行政庁所在地
- スリア - 第三の都市
- ラビ
- ルムト
- ムアラ
- スカン

## 経済
IMFの統計によると、2010年のブルネイのGDPは119億ドルであり、日本の鳥取県の50%程度の経済規模である。2015年の一人当たり国民総所得（GNI）は37,320米ドルであり、日本を上回りアジアではシンガポールに次ぐ高所得国となっている（2017年は29,600ドル）。
ブルネイの中央銀行はブルネイ通貨金融庁である。これができるまで中央銀行は無かった。その間は歳出入を民間銀行へ預金していた。1984年に独立するまで、預金の運用はクラウン・エージェンツが行っていた。財務長官もイギリス人であった。1967年末のポンド切り下げに直撃され、政府資産は目減りした。1976年にスルタンを議長とする投資諮問委員会が設立されたが、その構成員には財務長官に二人のクラウン・エージェンツと、モルガン・グレンフェル、ジェームス・ケーペル（現HSBC）から一人ずつ派遣された顧問が含まれた。1982年にはクラウン・エージェンツのスキャンダルに関する法廷審判報告が出され、ずさんな経営が公となった。翌年から投資顧問会社はモルガン・シティバンク・大和証券・野村証券の4社となった。
朝鮮民主主義人民共和国と並んで独自の証券取引所を持たないアジアの2か国のうちの一つである。
石油、天然ガスの輸出により、非常に経済は潤っている。石油天然ガス部門がGDPのほぼ半分、輸出のほぼ全てを占めており、それらに依存した経済構造となっている。また、貿易依存度も高い。食料品はそのほとんどを輸入している。物価は他のアジア諸国と比べて高い。
2013年の一人当たりの名目GDPは約44,586ドルと日本を上回る。所得税がないため、購買力では名目の数字よりさらに水準が高いと言える。（2013年の一人当たりの購買力平価GDPは約81,742ドル）
将来の石油資源枯渇に備え、豊富な資金を背景に国外へと積極的に投資しており、イスラム銀行などの金融業や観光業の育成が図られている。
また石油・天然ガスによる収入を元に、政府が社会福祉を充実させており、個人に対する所得税・住民税は課されていない。

## 国民

### 人種・民族
マレー系 65.7%、中国系 10.3%、先住系諸民族 3.4%、その他 20.6%（2011年）。

### 言語
同国の憲法では、マレー語は公用語と定められているが、国語とは呼ばれない。マレー語を表記する文字として、ラテン文字とジャウィ文字がいずれも公の場で用いられる。英語も広く通用する。中国語の方言も、中国系住民の間で用いられる。
実際に日常ブルネイで話されるのは Bahasa Melayu （標準マレー語）ではなくブルネイ語 Bahasa Brunei つまりブルネイ・マレー語 Brunei Malay だが、標準マレー語と語彙の90%が一致し（つまり10%程度の違いはある）、ブルネイ語話者は一般に標準マレー語を話すこともできる。このほか、ブルネイ語の一種とみなされるケダヤン（クダヤン、カダヤン）語 Kedayan (Kadayan) の話者の相当数がブルネイ国内にいる。ケダヤン語と標準マレー語の語彙の一致率は73 - 80%とされる。ブルネイ語とケダヤン語などの方言は語彙の94 - 95%が一致し、ISO言語コードではこれらを同一言語として扱い、同じ kxd を割り当てている。ブルネイ語話者はケダヤン語を「別の言語」と意識するが、言語文化的アイデンティティーの問題であり、言語学的問題ではない。方言差は民族の違いを反映したものでなく地域差による。ブルネイ語とケダヤン語などの方言を区別しない場合、全体としての標準マレー語との語彙一致率は80 - 82%である。

### 宗教

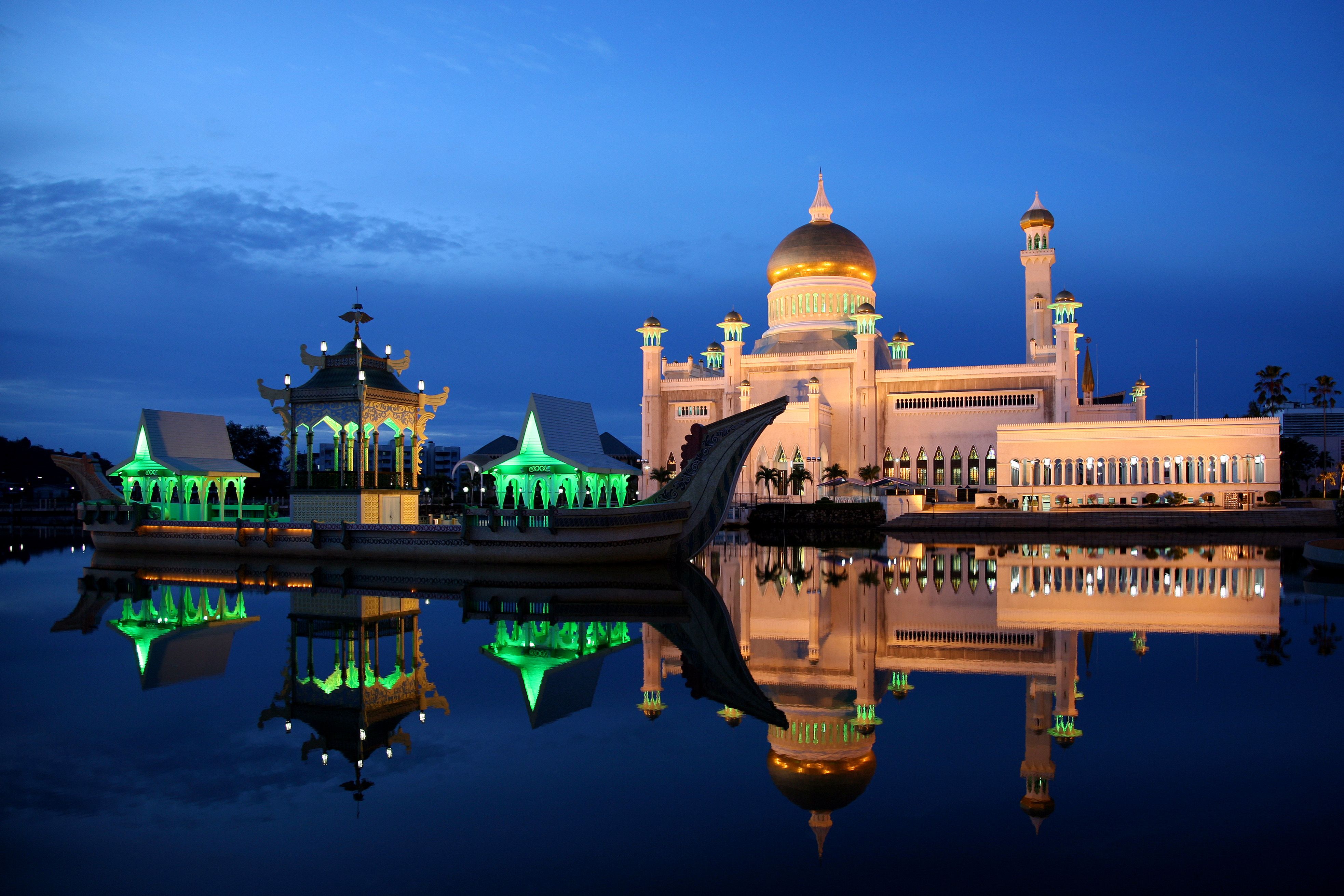
首都バンダルスリブガワンに所在するスルターン・オマール・アリ・サイフディーン・モスク。

イスラム教が国教である。しかし、クリスマスが国民の休日になっている（イエス・キリストはイスラム教でも預言者の1人）。また、週の休日は金曜日と日曜日である。
イスラム教 78.8%、仏教 7.8%、キリスト教 8.7%、先住系諸民族固有の信仰とその他4.7%。

### 保健
ブルネイの保健におけるネットワークは約15の保健センター、10の診療所、22の産科施設で構成されている。
またブルネイにおける医療は、保健省によって管理され、財務省から資金提供を受ける形で体制を維持している。

## 治安
ブルネイは石油、天然ガスといった豊かな地下資源が経済基盤となっている点や、国民が医療、教育、その他の公共サービスでの優遇措置を等しく享受していることから凶悪犯罪の発生率が低く、平和で安全な国とされているが、2020年の犯罪件数は5,673件（前年比△667件）で、多くが車上荒らし、家屋侵入といった盗難犯罪で占められている。特定の危険地域はないものの、外国人が多く住む地区の独立家屋や、人通りが少なく空き地に隣接している家屋は比較的標的となり易いため、長期滞在の場合は入居家屋の選定に留意する必要が求められる。
時期としては、毎年イスラム教の断食明け大祭（ハリラヤ）や旧正月の前後に、犯罪の発生率が高くなるとされている。

### 法執行機関
ブルネイ王立警察が主体となっている。

## 文化
基本となるのはマレー文化であり、近隣国のマレーシアやインドネシアの文化と非常に近い特徴がある。
ブルネイ人の間ではマンディ・ベラワトと呼ばれる儀式が慣習的に行われている。

### 食文化
ブルネイの食は周辺国であるマレーシア・シンガポール・インドネシアの強い影響を受けている。ほかにも中国・インド・日本の影響もある。ブルネイ独自の食文化にはサゴヤシを使ったアンブヤットがある。
禁酒法が施行されており、公の場でのアルコール飲料の消費が禁止され、アルコールは一切販売されていない。非ムスリムは、空港など(国外)で一定量までのアルコール飲料を購入して、個人的に飲用することが許されている。18歳以上の非ムスリムは2本(約2リットル)までの酒と12缶までのビールを持ち込むことができる。

### 美術

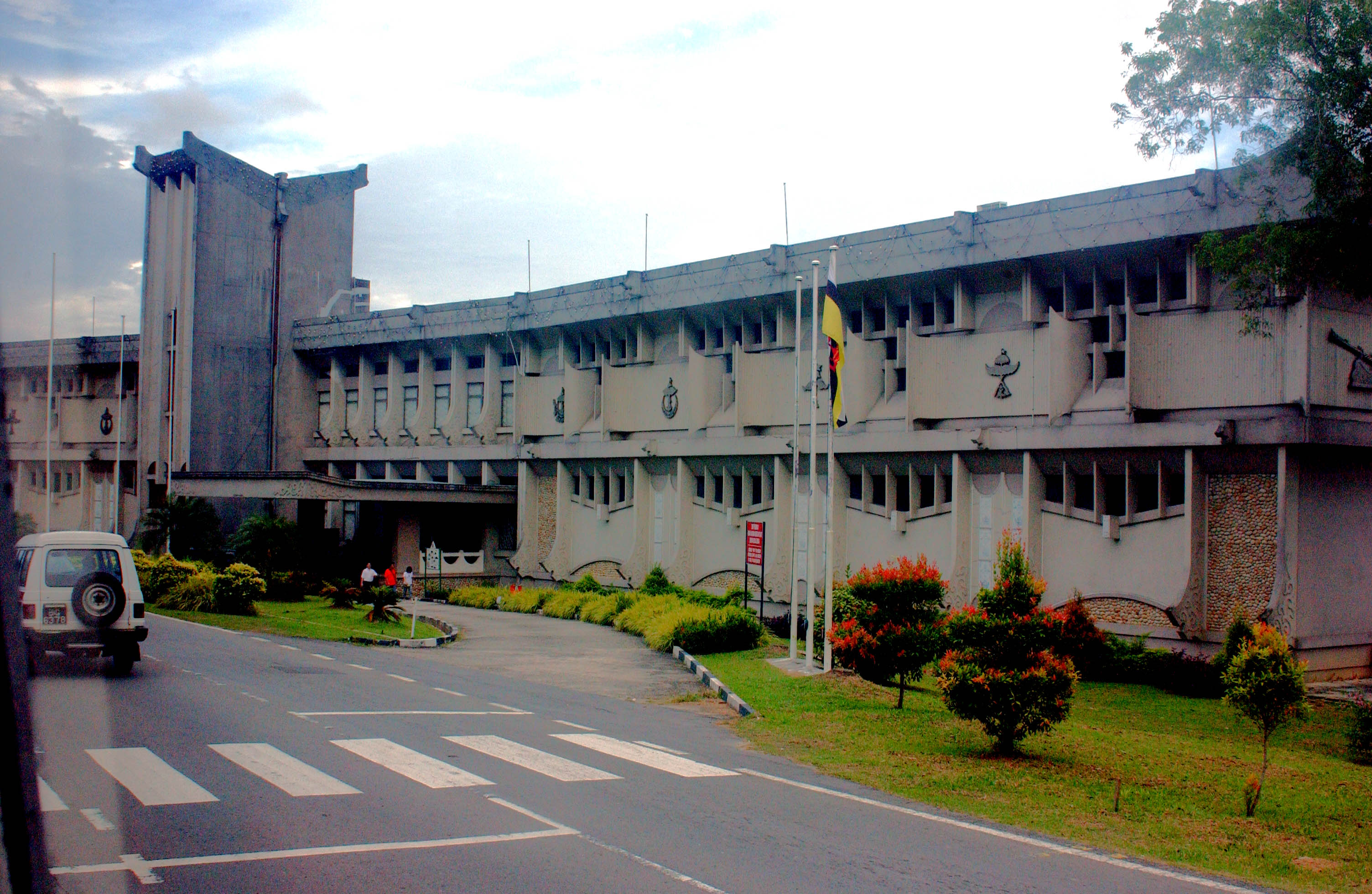
ブルネイ博物館

ブルネイにおける芸術活動は1950年代初頭まで注目されていなかったが、ブルネイ政府が自国の芸術文化を支援する立場に回ったことから徐々に成長を見せている。

### 映画
ブルネイの映画は1960年代から制作されている。

### 建築
歴史的建造物にはクバ・マカム・ディ・ラジャやタンジョン・キンダナ王陵が知られている。
また、イスラム教の信徒が多いことからモスクが多い。
近代的な建築物にはルムット灯台、セリア・エネルギー研究所（SEL）やDSTタワー、PGGMBビルが代表される。

### 世界遺産
ブルネイは現在、世界遺産となるものが存在していない国の一つに数えられている。

### 祝祭日
| 日付              | 日本語表記           | 現地語表記                                              |
| ----------------- | -------------------- | ------------------------------------------------------- |
| 1月1日            | 元日                 | New Year's Day                                          |
| 2月14日           | 中国暦正月（旧正月） | Chinese New Year                                        |
| 2月23日           | 建国記念日           | National Day of Brunei Darussalam                       |
| 2月26日           | ムハンマド降誕祭     | Birthday of Prophet Mohammad                            |
| 5月31日           | ブルネイ王国軍記念日 | Anniversary of Royal Brunei Armed Forces                |
| 7月10日           | ムハンマド昇天祭     | Israk Meraj                                             |
| 7月15日           | 国王誕生日           | Birthday of His Majesty the Sultan of Brunei Darussalam |
| 8月11日           | 断食月の初日         | First Day of Ramadan                                    |
| 8月27日           | コーラン啓示の祝日   | Revelation of Holy-Quran                                |
| 9月10日 - 9月13日 | 断食明け大祭         | Hari Raya Aidilfitri                                    |
| 11月16日          | 犠牲祭               | Hari Raya Aidil Adha                                    |
| 12月7日           | イスラム暦新年       | Islamic New Year                                        |
| 12月25日          | クリスマス           | Christmas Day                                           |

日付は2010年のもの。イスラム暦で規定されているものも多く、年によってずれる。なお、振替休日は祝日が金曜日か土曜日と重なった場合に設定される。

### スポーツ
サッカー
ブルネイ国内でも他の東南アジア諸国同様に、サッカーが最も人気のスポーツとなっている。2002年にサッカーリーグのブルネイ・プレミアリーグが創設され、2012年にその上位リーグとしてブルネイ・スーパーリーグを設立した。ブルネイ・ダルサラームサッカー協会（FABD）によって構成されるサッカーブルネイ代表は、FIFAワールドカップおよびAFCアジアカップには未出場である。